# یواس‌سی‌جی‌سی نورتلند (دبلیوام‌ئی‌سی-۹۰۴)
یواس‌سی‌جی‌سی نورتلند (دبلیوام‌ئی‌سی-۹۰۴) (به انگلیسی: USCGC Northland (WMEC-904)) یک کشتی بود که طول آن ۲۷۰ فوت (۸۲ متر) بود. این کشتی در سال ۱۹۸۲ ساخته شد.